# Bùi Trang Chước
Bùi Trang Chước (sinh ngày 21 tháng 5 năm 1915, mất ngày 27 tháng 2 năm 1992) là họa sĩ bậc thầy Việt Nam với tác phẩm nổi tiếng Quốc huy Việt Nam.
Ông là họa sĩ chuyên vẽ tem thư, tiền, huân chương và huy chương, biểu trưng. Với một khối lượng đồ sộ, hơn 1000 tác phẩm của ông sắp xếp theo thời gian sáng tác được triển lãm trưng bày tại Hà Nội kéo dài trong 3 tuần, từ ngày 27/4 đến 21/5 năm 2004, tại Trung tâm Lưu trữ Quốc gia III.

## Thân thế và sự nghiệp
Họa sĩ Bùi Trang Chước tên khai sinh là Nguyễn Văn Chước, quê ở làng Phú Xá, xã Phú Thượng, huyện Từ Liêm (nay là phường Phú Thượng, Thủ đô Hà Nội). Thân sinh họa sĩ là cụ Hàn Oánh, người đã thiết kế kiến trúc ngôi nhà cổ trên nền tòa trụ sở Ủy ban nhân dân thành phố Hà Nội hiện nay.
Lúc 15 tuổi, ông mồ côi mẹ, đến năm 20 tuổi thì mồ côi cha. Mặc dù được người chú ruột đang làm việc tại Sài Gòn muốn đón vào nuôi ăn học, nhưng ông từ chối và ở lại Hà Nội theo học Trường Cao đẳng Mỹ thuật Đông Dương.
Năm 1941, ông tốt nghiệp loại xuất sắc Trường Cao đẳng Mỹ thuật Đông Dương và được mời về giảng dạy tại Trường Kiến trúc Đà Lạt. Thời gian này ông đã vẽ những con tem có hình của Hoàng hậu Nam Phương và Hoàng thân Norodom Sihanouk lưu hành dưới thời chính quyền thực dân, những con tem thư vô cùng quý giá đối với giới sưu tập tem.    
Sau Cách mạng tháng Tám 1945, họa sĩ Bùi Trang Chước chuyển ra Hà Nội cùng gia đình, ông tham gia kháng chiến và giảng dạy ở Trường Mỹ thuật Hà Nội.
Giai đoạn 1951-1952, ông được phân công về Nhà in Ngân hàng, phụ trách công việc vẽ giấy bạc của Chính phủ Việt Nam Dân chủ Cộng hòa.
Đầu năm 1953, ông được cử biệt phái sang Ban Pháp chế Phủ Thủ tướng làm nhiệm vụ sáng tác Bằng khen, Huân, Huy chương cho Chính phủ.
Từ 10/10/1954, Bùi Trang Chước trở lại công việc một chuyên gia vẽ tiền tại Nhà in Ngân hàng thuộc Vụ Phát hành, Ngân hàng Nhà nước Việt Nam đồng thời là giảng viên Trường Đại học Mỹ thuật Công nghiệp Hà Nội cho tới khi nghỉ hưu (năm 1976).
Ông qua đời ngày 27 tháng 2 năm 1992 tại Hà Nội.
Theo họa sĩ Ngọc Linh thì họa sĩ Bùi Trang Chước là một con người hiền lành, đức độ; hăng say lao động sáng tạo mà không một chút màng đến công danh, lợi lộc. Các thế hệ học trò và các đồng nghiệp hết sức trân quý và ví ông như một con ong thầm lặng cống hiến hết mình cho đời, cho Tổ quốc.

## Tác giả của Quốc huy Việt Nam

Tác phẩm quốc huy Việt Nam của họa sĩ Bùi Trang Chước.

Trong những năm 1951 - 1952, ông là một trong số ít những họa sĩ đầu tiên sáng tác tem thư, do có biệt tài về đồ hoạ, ông được điều về vẽ giấy bạc ở Nhà in Ngân hàng của Chính phủ Việt Nam Dân chủ Cộng hòa. Đầu năm 1953, ông được cử biệt phái sang Ban Pháp chế Phủ Thủ tướng làm nhiệm vụ sáng tác Bằng khen, Huân, Huy chương cho Chính phủ. Tại đây, ông bắt đầu tham gia cuộc vận động sáng tác mẫu Quốc huy Việt Nam. Bằng tài năng và sự lao động miệt mài, nghiêm túc, trong những năm 1953- 1955, hoạ sĩ Bùi Trang Chước đã có 94 bản vẽ phác thảo, nghiên cứu và hàng chục bản vẽ chì chi tiết những đối tượng mà ông muốn thể hiện trong mẫu Quốc huy. Từ những nghiên cứu đó, ông đã hoàn thành 15 bản vẽ mẫu Quốc huy đa dạng nhưng thống nhất về ý tưởng để gửi cấp trên lựa chọn. Đến tháng 10/1954, từ hơn 300 mẫu quốc huy của các hoạ sĩ tham gia, cuối cùng chỉ còn 15 mẫu của tác giả duy nhất là Bùi Trang Chước được lựa chọn trình Chính phủ để xin ý kiến.
Sau này, trong di bút “Tôi vẽ mẫu Quốc huy” của hoạ sĩ Bùi Trang Chước viết ngày 26/4/1985, ông cho biết ý nghĩa của biểu tượng như sau:
Phác thảo mẫu Quốc huy Việt Nam cuối cùng của tôi hồi đó là trình bày theo hình tròn, hai bên chung quanh là các bông lúa Việt Nam có mấy bông lúa rủ vào bên trong ôm cái đe ở giữa phía dưới, tượng trưng cho công nông nghiệp. Dưới đe là dải lụa sau này có chữ Việt Nam Dân chủ Cộng hòa, hai đầu dải lụa quấn hai bên bông lúa từ dưới lên mỗi bên hai đoạn. Ở giữa phía trên trong nền là ngôi sao vàng trên nền đỏ. Dưới ngôi sao gần giữa trung tâm nền là vòng cung mặt trời có tia chiếu sáng chung quanh, gợi lên hình ảnh của buổi bình minh. Toàn bộ Quốc huy tôi dùng hai màu vàng và đỏ, khi thực hiện sơn mài là sơn son thiếp vàng, màu cổ truyền hoành phi câu đối của dân tộc ta hay dùng. Số mẫu này tôi làm hai bản: Một bản đưa đồng chí Côn để đệ trình lên Bác Hồ và được Bác Hồ góp ý: hình tượng cái đe là thủ công nghiệp cá thể; nên dùng hình tượng tượng trưng cho nền công nghiệp hiện đại. Còn một bản hiện nay tôi vẫn giữ...
Sau đó, do nhận nhiệm vụ tuyệt mật của Chính phủ, họa sĩ Bùi Trang Chước lên đường sang Trung Quốc để vẽ tiền và in tiền. Công việc chỉnh sửa, hoàn thiện quốc huy được giao cho họa sĩ Trần Văn Cẩn. Rốt cuộc, điều này đã gây ngộ nhận và nhầm lẫn trong cộng đồng một thời gian dài, rồi dẫn đến tranh chấp bản quyền Tác phẩm Quốc huy Việt Nam giữa hai họa sĩ Bùi Trang Chước với Trần Văn Cẩn.
Sau này, căn cứ vào di thư và những mẫu vẽ Quốc huy được họa sĩ Bùi Trang Chước vẽ từ năm 1953-1955 cùng với các tài liệu khác có liên quan đã được Viện Khoa học hình sự Bộ Công an giám định cùng với một hội đồng các nhà chuyên môn được thành lập để xác định ai là tác giả đích thực của Quốc huy đã được Cục bản quyền (Bộ Văn hóa -Thể thao và Du lịch) tổ chức.
Đến tháng 9-2004, Bộ Văn hóa - Thể thao và Du lịch đã có công văn chính thức thông báo kết luận của Thủ tướng Chính phủ về vấn đề tác giả Quốc huy Việt Nam, trong đó có đoạn: "Mẫu Quốc huy là một cống hiến chung của giới Mỹ thuật Cách mạng Việt Nam, trong đó phải kể đến công lao của họa sĩ Bùi Trang Chước - người đã vẽ những mẫu Quốc huy để làm cơ sở lựa chọn, hoàn thiện và họa sĩ Trần Văn Cẩn - người đã chỉnh sửa hoàn thiện mẫu Quốc huy theo ý kiến chỉ đạo của lãnh đạo để trình Quốc hội phê duyệt.
Kết luận này chấm dứt tình trạng tranh chấp bản quyền giữa hai họa sĩ.
Cuối cùng danh dự và bản quyền tác phẩm "con cưng" của họa sĩ Bùi Trang Chước sau nhiều năm tranh chấp cũng đã được trả về cho chủ nhân đích thực của nó.

## Các tác phẩm
Một số tác phẩm nổi tiếng của họa sĩ như:
- Quốc huy Việt Nam, biểu trưng chính thức của một nước Việt Nam hùng cường.[7]
- Các bộ tem quý: "Chân dung Hồ Chủ tịch" và "Bản đồ Việt Nam" (1951).
- "Chiến thắng Điện Biên Phủ" (1954).
- Bộ tem "Mạc Thị Bưởi"  (1956)[8][9] -được bán giá đắt nhất tại Việt Nam.
- Chùa Một Cột (1957)
- Tem thư có hình Hoàng hậu Nam Phương và hoàng thân Norodom Sihanouk (1945 -1946)
- Các mẫu tiền như: "Một đồng", "Năm mươi đồng", "Năm hào"...
- Các biểu trưng: Tổng Công đoàn (nay là Tổng Liên đoàn Lao động Việt Nam); Ngày Thương binh - Liệt sĩ 27/7.[10]
- Thiết kế mẫu huân chương: Huân chương Sao Vàng, Huân chương Hồ Chí Minh; Huân chương Độc lập; Huân chương Lao động.
- Ngoài ra còn có những tác phẩm hội họa với nhiều chất liệu, đặc biệt là bằng chất liệu sơn khắc (như chùa Thầy, Khu gang thép, Thủy điện Thác Bà,...).

## Góc nhìn của giới họa sĩ
Họa sĩ Lê Lam nhận định: "Nghệ thuật của họa sĩ Bùi Trang Chước là sự kết tinh một cách tài tình biệt tài của họa sĩ với lòng yêu nước sâu sắc mang đậm bản sắc Việt Nam. Căn cứ vào công lao suốt đời đem sức lực, tài năng và tác phẩm có tính nghệ thuật cao để phục vụ nhân dân trong hơn nửa thế kỷ qua trên lĩnh vực nghệ thuật; căn cứ vào sự đánh giá công bằng và khách quan của giới trí thức văn nghệ sĩ; căn cứ vào những phần thưởng mà Nhà nước ta đã trao tặng cho ông, thì họa sĩ Bùi Trang Chước hoàn toàn xứng đáng được nhận giải thưởng Hồ Chí Minh và Huân chương Lao động hạng nhất cao quý".
Họa sĩ Ngọc Linh (tên thật là Vi Văn Bích) cho biết: "Họa sĩ Bùi Trang Chước và họa sĩ Trần Văn Cẩn đều là thầy dạy tôi. Thầy nào tôi cũng quý. Nhưng tác giả Quốc huy thì phải ghi nhận đó là công sức sáng tạo lớn lao của thầy Bùi Trang Chước."

## Vấn đề xét thưởng
Việt Nam có Quốc ca của nhạc sĩ Văn Cao sáng tác, có Quốc huy do hoạ sĩ Bùi Trang Chước sáng tạo. Ông là một họa sĩ gạo cội, tài năng và khiêm nhường, nhưng lại không may mắn có vinh hạnh được nhận Giải thưởng Hồ Chí Minh khi mới qua đời. Đây là hụt hẫng đáng kể với các đồng nghiệp và gia đình ông. Họa sĩ Ngọc Linh cùng nhóm học trò cũ của ông, đã gửi đơn lên Chủ tịch nước đề nghị truy tặng danh hiệu Giải thưởng Hồ Chí Minh nhưng không thành công.
Trong hai đợi xét duyệt giải thưởng do Hội đồng cơ sở Hội Mỹ thuật Việt Nam năm 2005 và 2006, hồ sơ xét duyệt của họa sĩ Bùi Trang Chước đều bị trả lại vì một lý do đơn giản "không đủ số phiếu tín nhiệm ở cấp cơ sở (!)".
Năm 2022, cùng 16 tác giả được trao Giải thưởng Hồ Chí Minh về văn học nghệ thuật, trong đó có 9 tác giả được truy tặng, cố họa sĩ Bùi Trang Chước đã được vinh danh với thiết kế mẫu Quốc huy Việt Nam, Huân chương Sao Vàng; Huân chương Hồ Chí Minh; Huân chương Độc lập; Huân chương Lao động, và tác phẩm “Khu gang thép Thái Nguyên”

## Vinh danh
- Huân chương Kháng chiến chống Mỹ cứu nước hạng nhất.
- Huân chương Lao động hạng nhì, hạng ba.
- Huân chương ISALA của Nhà nước Cộng hòa Dân chủ Nhân dân Lào[13].
- Tên của hoạ sỹ Bùi Trang Chước, đã được đặt tên cho một con phố, chính là nơi chôn nhau cắt rốn của ông - thuộc phường Phú Thượng, quận Tây Hồ, thành phố Hà Nội [14] [15]
- Giải thưởng Hồ Chí Minh năm 2022 (truy tặng).[1]